# Eriolaena kurzii
Eriolaena kurzii är en malvaväxtart som beskrevs av George King. Eriolaena kurzii ingår i släktet Eriolaena och familjen malvaväxter. Inga underarter finns listade i Catalogue of Life.